# Паулета
Педро Мигел Кареиро Ресендес (порт. Pedro Miguel Carreiro Resendes; Понта Делгада, 28. април 1973), познат и као Паулета, бивши португалски фудбалер и репрезентативац. Најважнији део његове каријере провео је у Француској играјући за Бордо и ПСЖ.
Са Португалом је играо на два светска (2002 и 2006) и два европска првенства (2000. и 2004). Постигао је 47 голова на 88 утакмица. Најзначајнији резултат је остварио на Европском првенству 2004. године када је Португал као домаћин стигао до финала где је неочекивано изгубио од Грчке.